# Włodzimierz Odojewski
Włodzimierz Odojewski (ur. 14 czerwca 1930 w Poznaniu, zm. 20 lipca 2016 w Piasecznie) – polski pisarz, od 1971 r. na emigracji w Niemczech, mieszkający w Warszawie i Monachium.

## Życiorys
Urodził się w rodzinie Stanisława Jana Jasińskiego-Odojewskiego, właściciela wydawnictwa muzycznego, muzyka i kompozytora, tworzącego pod ps. Stanley Jasinsky, oraz Janiny z domu Zawodnay, nauczycielki. W 1936 rozpoczął naukę w prywatnej szkole Collegium Marianum w Poznaniu. 
Okupację niemiecką częściowo spędził w Kłecku, które pojawiło się później w twórczości pisarza. Tam reaktywował tajną drużynę harcerską im. Mieszka I. W 1943 zetknął się z ofiarami ludobójstwa Polaków dokonanego przez nacjonalistów ukraińskich z OUN-UPA na Podolu. W lipcu 1944 aresztowany przez gestapo, przebywał do października w więzieniu w Gnieźnie.
Po wojnie kontynuował naukę w szkole średniej. Ukończył II Liceum Ogólnokształcące im. Mieszka I w Szczecinie, gdzie w 1948 zdał maturę. Studiował ekonomię i socjologię w Poznaniu (ukończył w 1953). W latach 1949–1951 pracował w redakcji „Gazety Poznańskiej”, a w latach 1956–1959 był zastępcą redaktora naczelnego „Tygodnika Zachodniego”. Należy do tzw. pokolenia „Współczesności” – w 1951 debiutował powieścią Wyspa ocalenia, zaprezentowaną na falach Polskiego Radia. Publikował utwory w tygodniku „Ziemia i Morze” w latach 1956–1957.
Od 1959 w Warszawie, był m.in. kierownikiem Studia Współczesnego Teatru Polskiego Radia (od 1961). Stracił pracę w radiu po wydarzeniach marca 1968. W 1971 wyjechał z Polski. Najpierw na stypendium Pen Clubu do Francji, a potem do Niemiec na stypendium Uniwersytetu Sztuki w Berlinie. W maju 1973 uzyskał w Republice Federalnej Niemiec azyl polityczny. Został szefem działu kulturalno-literackiego Radia Wolna Europa.
Od 1948 był członkiem Polskiej Partii Socjalistycznej (później Polskiej Zjednoczonej Partii Robotniczej); w 1958 wystąpił z PZPR-u. Od 1989 był członkiem Stowarzyszenia Pisarzy Polskich. W 1996 objął funkcję prezesa Klubu Kombatantów RWE. W 1997 został przewodniczącym Rady Głównej Fundacji Sienkiewiczowskiej.
Według zasobów archiwalnych Instytutu Pamięci Narodowej od lutego 1964 do grudnia 1965 był zarejestrowanym tajnym współpracownikiem Służby Bezpieczeństwa, kryptonim WO, WOd, W.
Podpisał list pisarzy polskich na Obczyźnie, solidaryzujących się z sygnatariuszami protestu przeciwko zmianom w Konstytucji Polskiej Rzeczypospolitej Ludowej (List 59).
Od 2014 przebywał w Domu Muzyka Seniora w podwarszawskich Kątach. Zmarł 20 lipca 2016 w szpitalu w Piasecznie, pochowany 2 sierpnia 2016 w grobie rodzinnym na cmentarzu Powązkowskim w Warszawie.

## Twórczość
Najbardziej znany utwór Odojewskiego, Zasypie wszystko, zawieje... (Paryż 1973), ukazuje losy kuzynów – polskiego dziedzica, który powodowany koniecznością i poczuciem obowiązku zaciąga się do partyzantki polskiej i młodego dowódcy ukraińskiego oddziału partyzanckiego, który zostaje partyzantem, przechodząc głęboką przemianę ku lokalnemu patriotyzmowi. Historia ta zaprezentowana jest na tle dramatycznych wydarzeń z wojennej historii stosunków polsko-ukraińskich, zwłaszcza ludobójstwa wołyńskiego. W powieści tej pojawia się także wątek katyński. Doświadczenia głównego bohatera – zwłaszcza uczucia – opisane są z użyciem tzw. strumienia świadomości. Obszarowi Kresów, położonemu obecnie na terenie Ukrainy, Odojewski poświęcił także wcześniejsze powieści – Wyspa ocalenia (Warszawa 1966) i Zmierzch świata (Warszawa 1962), z warstwą sentymentalną i polityczno-historyczną wołyńskich „czerwonych łun”. W innych utworach – m.in. Miejsca nawiedzone (Łódź 1959), Kwarantanna (Warszawa 1960), Czas odwrócony (Warszawa 1965) – dominuje wątek wspomnień i przemijania.
Prozę, artykuły i recenzje literackie w czasopismach emigracyjnych, m.in.: „Wiadomości” (Londyn, 1973, 1975–1981), „Kultura” (Paryż, 1973–1986), „Orzeł Biały” (Londyn, 1975–1985), „Archipelag” (Berlin Zachodni, 1984–1986; także pod ps. Wacław Kondratowicz) oraz w pismach wydawanych w kraju poza zasięgiem cenzury: „Puls” (1978–1989), „Arka” (1984, 1986, 1992) i „Most” (1986). Współpracował z emigracyjnym czasopismem ukraińskim „Widnowa” (Monachium, Filadelfia, 1979–1985). Po 1990 swoje utwory prozatorskie, artykuły i recenzje literackie ogłaszał m.in. w „Nowych Książkach” (1996–1998), „Arkuszu” (1996–1997, 2001–2003), „Odrze” (1996–2005), „Rzeczpospolitej” (1996–2005), „Więzi” (1997, 1999–2000, 2003), „Tygodniku Powszechnym” (1999–2000, 2004, 2006), „Przeglądzie” (2000, 2003–2005) i „Frazie” (2001–2002).

### Publikacje
Powieści i opowiadania:
- Opowieści leskie, Warszawa 1954.
- Upadek Tobiasza, Warszawa 1955.
- Dobrej drogi, Mario! Kretowisko, Warszawa 1956.
- Spisek Czarnych Orłów, Warszawa 1957.
- Żeglarze Króla Jegomości, Warszawa 1957.
- Białe lato, Poznań 1958.
- Miejsca nawiedzone, Łódź 1959.
- Zmierzch świata, Warszawa 1962, 1966, 1995, 2005.
- Kwarantanna, Warszawa 1960; [jako:] Kwarantanna. Opowiadania, Lublin 1993; [jako:] Kwarantanna, Warszawa 2009.
- Czas odwrócony, Warszawa 1965, 2002.
- Wyspa ocalenia, Warszawa 1964; Białystok 1990; Warszawa 2007, 2008.
- Zasypie wszystko, zawieje..., Paryż 1973; [Kraków] 1986; Warszawa 1990, 1995, 2001, 2006, 2008.
- Odejść, zapomnieć, żyć..., „Kultura” [Paryż] 1980, nr 1/2, s. 71–102.
- Zabezpieczanie śladów, Paryż 1984, Warszawa 1990.
- Zapomniane, nieuśmierzone..., Berlin 1987, Warszawa 1991.
- Jedźmy, wracajmy..., Kraków 1993; [jako:] Jedźmy, wracajmy i inne opowiadania Warszawa 2000; [jako:] Jedźmy, wracajmy Warszawa 2008.
- Oksana, Warszawa 1999[2000], 2001, 2006, 2009.
- Bez tchu, Warszawa 2002.
- Milczący, niepokonani. Opowieść katyńska, Warszawa 2003, 2006; [jako:] Katyń: milczący, niepokonani Warszawa 2007.
- ...i poniosły konie, Warszawa 2006.
- W stepie, ostach i burzanie i inne opowiadania, Warszawa 2009.

Krytyka literacka i publicystyka:
- Raptularz krytyczny. Twórcy, dzieła, konteksty, red. Stanisław Barć, Lublin 1994.
- Katyń w literaturze. Międzynarodowa antologia poezji, dramatu i prozy, red. Jerzy Roman Krzyżanowski, wstęp: Włodzimierz Odojewski, Lublin 1995, 2002, 2010.
- Notatnik półprywatny. W kręgu kultury, red. Stanisław Barć, Lublin 1996.
- Kresy – zapomniana ojczyzna, wstęp: Włodzimierz Odojewski, Warszawa 2006.

Także utwory dramatyczne, sztuki teatralne i słuchowiska radiowe
Wywiady (wybór):
- „Jeżeli jeszcze kiedyś wrócę...”. Z Włodzimierzem Odojewskim rozmawia Bronisław Mamoń, „Tygodnik Powszechny” 1988, nr 50, s. 4.
- Emigracja jest jak ból, który oczyszcza. Z Włodzimierzem Odojewskim rozmawia Roman Żelazny, „Literatura” 1990, nr 11, s. 8–10.
- Rozdrapana rana lepiej się goi. Z Włodzimierzem Odojewskim rozmawia Adam Krzemiński, „Polityka” 1991, nr 29, s. 14.
- O muzie narracji i demonie dialogu z Włodzimierzem Odojewskim rozmawia Dorota Krzywicka, „Teatr” 1992, nr 1, s. 38–41.
- Literatura to świat uformowany przez talent [rozm. W. Wiśniewski], „Dziennik Polski i Dziennik Żołnierza” 1993, nr 36, s. 6.
- Zapomniane, przywołane... Z Włodzimierzem Odojewskim rozmawiają Adam Szostkiewicz, Michał Okoński, „Tygodnik Powszechny” 1993, nr 28, s. 1, 8.
- Pieczęć na wyobraźni. Z Włodzimierzem Odojewskim rozmawia Zbigniew W. Fronczek, „Tygodnik Solidarność” 1993, nr 43, s. 15.
- „W poszukiwaniu urody świata”. Z Włodzimierzem Odojewskim rozmawia Zbigniew W. Fronczek, „Nowe Książki” 1994, nr 4, s. 37–40.
- Europa jest mozaiką ojczyzn. Z Włodzimierzem Odojewskim rozmawia Lidia Wójcik, „Nowe Książki” 1995, nr 5, s. 10–14.
- Widzę ostro, nie do zniesienia. Rozmowa z Włodzimierzem Odojewskim [rozm. B. Tumiłowicz], „Przegląd Tygodniowy” 1999, nr 10, s. 12–13.
- Uzdrawiający mit kobiety. Rozmowa z Włodzimierzem Odojewskim [rozm. B. Tumiłowicz], „Przegląd” 2000, nr 1, s. 16–17.
- Krótka polska pamięć. Rozmowa z Włodzimierzem Odojewskim, pisarzem, laureatem Nagrody im. Andrzeja Kijowskiego, „Rzeczpospolita” 2001, nr 280 z 30 XI.

## Adaptacje filmowe
Na motywach opowiadania Sezon w Wenecji Jan Jakub Kolski nakręcił film Wenecja (2010).

## Ordery i odznaczenia
- Krzyż Komandorski Orderu Odrodzenia Polski (5 czerwca 1995)[14]
- Krzyż Oficerski Orderu Odrodzenia Polski (11 czerwca 1983)[15]

## Nagrody i wyróżnienia
- Nagroda Młodych im. Tadeusza Borowskiego za powieść Wyspa ocalenia (1951)
- Wyróżnienie w ogólnopolskim konkursie literackim Wydawnictwa Łódzkiego za powieść Miejsca nawiedzone (1959)
- Nagroda literacka ZAiKS-u i Komitetu do Spraw Radia i Telewizji za utwór Wielki człowiek (1963)
- II nagroda na festiwalu Międzynarodowej Organizacji Radia i Telewizji (OIRT) w Pradze za utwór Lekcja tańca (1964)
- Nagroda Studia Współczesnego Teatru Polskiego Radia za utwór Ich dziwne zabawy (1964)
- Nagroda Fundacji im. Kościelskich w Genewie za opowiadania Zmierzch świata (1966)
- Nagroda londyńskich „Wiadomości” i nagroda im. Herminii Naglerowej przyznana przez Związek Pisarzy Polskich na Obczyźnie za powieść Zasypie wszystko, zawieje... (1973)
- Nagroda Fundacji Alfreda Jurzykowskiego w Nowym Jorku za powieść Zasypie wszystko, zawieje... (1974)
- Nagroda Szwedzkiego Komitetu Katyńskiego za powieść Zasypie wszystko, zawieje... (1976)
- Nagroda literacka im. Z. Hertza przyznana przez paryską „Kulturę” (1985)
- Nagroda im. Stanisława Vincenza (1989)
- Nagroda miesięcznika „Odra” za twórczość prozatorską (1991)
- Nagroda Ministra Kultury i Sztuki (1995)
- Nagroda PEN Clubu za twórczość prozatorską (1996)[16]
- Nagroda Fundacji Władysława i Nelli Turzańskich (1997)
- Nagroda Literacka im. Władysława Reymonta za twórczość całego życia (1998)
- nominacja do Nagrody Literackiej Nike za powieść Oksana (2000)[17]
- Nagroda im. Andrzeja Kijowskiego za powieść Oksana i zbiór opowiadań Jedźmy, wracajmy... (2001)
- Nagroda Ministra Kultury i Dziedzictwa Narodowego (2006)

Źródło:.